# ペカ
ペカは、北イスラエル王国の第18代の王である。名前はヘブライ語で「開く」という意味である。

## 治世
50人のギルアデ人と共謀してペカフヤを暗殺して、イスラエルの第18代の王に即位した。

### シリア・エフライム戦争
ペカはアラム・ダマスカス（アラム）のレツィンと反アッシリア同盟を結成した。メナヘムとペカフヤの親アッシリア政策、アッシリアへの貢物と税金に対する反発があったと思われる。ペカとレツィンはユダの王ヨタム、アハズにも加盟を要請したが、拒絶されたのでエルサレムを攻撃した。
預言者イザヤはペカとレツィンの滅亡を告げた。彼らを恐れずに、アッシリアに信頼してはならないとアハズ王に忠告した。
アハズはイザヤの預言を無視し、ティグラト・ピレセル3世に使者を送って援助を求めた。その結果、アッシリア軍の侵攻を受けてダマスコが滅ぼされ（紀元前736年 - 紀元前732年）、北イスラエルも侵略された。
ペカはエラの子ホセアに暗殺された。イスラエルは紀元前722年にアッシリアの属州になった。